# Jan Deierling
Jan Deierling (ur. 7 marca 1878 w Ratajach, zm. 18 września 1952) – polski kupiec.

## Życiorys
Pochodził ze spolszczonej rodziny bamberskiej. Urodził się 7 marca 1878 w Ratajach, obecnie część Poznania, w rodzinie Józefa (ur. 1852) i Ewy z Rothów (ur. 1851). W 1894 ukończył szkołę wydziałową w Poznaniu i dostał się na praktykę do sklepu żelaznego Gustawa Hempla. W 1898 przeniósł się do przedsiębiorstwa Paula Morgensterna, a gdy ten zmarł w 1902, wszedł w spółkę z jego prawnym spadkobiercą, Ernestem Morgensternem. Przyczynił się wówczas do znaczącego rozwoju przedsiębiorstwa, które zajmowało rozległą parcelę pomiędzy ulicami Szkolną, Wrocławską i Gołębią (Dom handlowy Deierling-Morgenstern). Podczas I wojny światowej odbywał służbę jako intendent w pruskiej armii (m.in. był w Turcji). W 1918 wrócił do Poznania i wziął udział w powstaniu wielkopolskim. Prawdopodobnie w 1919 odkupił udziały Morgensterna od wdowy po nim, Else z domu Klande. Działalność rozwijał odtąd pod szyldem Jan Deierling. Skład żelaza. W Poznaniu ukuło się powiedzenie, że u Deierlinga jest wszystko.
W 1926 kupił dawną fabrykę maszyn rolniczych Maxa Kuhla (Agraria) na ulicy Składowej 4 i urządził tam własną hurtownię. Wybudował też wiodącą doń bocznicę kolejową. Zarobione pieniądze w dużej części inwestował w nieruchomości. Zbudował m.in. kamienice przy ul. Niecałej i Grunwaldzkiej. W latach 1932–1936 był sekretarzem Związku Hurtowników Żelaza w Poznaniu, a od 26 września 1938 skarbnikiem Zachodnio-Polskiego Zrzeszenia Hurtowników Żelaza w Poznaniu. Ponadto pełnił funkcje sędziego niezawodowego Sądu Okręgowego i ławnika Sądu Pracy oraz członka komisji szacunkowej przy Izbie Skarbowej. 
W pierwszych dniach września 1939 został aresztowany przez niemieckich okupantów. Spędził jako zakładnik sześć tygodni w Ratuszu. Jego przedsiębiorstwa zostały rozkradzione przez Niemców. Sklep żelazny przejął Kurt Lenz, a hurtownię firma Eisenhandel und Stahlbau GmbH. Po zwolnieniu z aresztu powrócił do rodziny zamieszkałej w Puszczykowie i tam przebywał przez całą okupację (wcześniej wystawił tam willę według projektu Mariana Pospieszalskiego). 
Po zakończeniu II wojny światowej na krótko wznowił działalność sklepu na ul. Szkolnej, ale został on wkrótce znacjonalizowany.
Od 27 grudnia 1923 był żonaty z pochodzącą ze Stanisławowa Ewą Błotnicką (1890–1955), z którą miał trzy córki: Ewę po mężu Mielcarek (ur. 1926), Annę i Janinę.
Zmarł 18 września 1952.

## Ordery i odznaczenia
- Złoty Krzyż Zasługi (1938)[1]